# Panzer General
Panzer General là một wargame lấy bối cảnh Thế chiến II do hãng Strategic Simulations đồng phát triển và phát hành vào năm 1994.

## Tổng quan
Panzer General thuộc thể loại chiến thuật theo lượt, dựa trên bản đồ có dạng ô lục giác mang tính tác chiến. Người chơi sẽ gia nhập vào một trong hai phe Đồng Minh hay Phát Xít tham chiến chống lại đối thủ máy hoặc những người chơi khác. Trong phần chơi chiến dịch (Campaign Mode), người chơi vào vai một Đại Thống tướng của Đức đối đầu với lực lượng Đồng Minh.
Do đây là một game mang cấp độ tác chiến, và số đơn vị quân gần bằng vài tiểu đoàn, dù kích cỡ đơn vị quân và quy mô bản đồ đều co giãn từ màn này sang màn nọ. Trong khi tên gọi và thông tin cho các loại quân khá là chính xác, các màn kịch bản chỉ gần đúng với bối cảnh lịch sử. Tính năng mới lạ của nó nhằm liên kết từng màn scenario riêng lẻ vào một chiến dịch kéo dài Thế chiến II từ năm 1939 đến năm 1945. Các đơn vị quân có thể tích lũy kinh nghiệm và trở nên mạnh hơn, nếu người chơi thành công trong một trận chiến sẽ được ban cho số điểm uy tín dùng để nâng cấp các đơn vị quân, có thêm số quân tăng viện, và chọn một màn scenario tốt hơn cho trận chiến tiếp theo.
Năm 1996, Panzer General đã đoạt giải Origins Award dành cho Best Military or Strategy Computer Game of 1995 (Tựa game máy tính chiến lược hay quân sự hay nhất năm 1995). Panzer General và các phần tiếp theo của nó đã giúp sinh ra một lượng khách hàng trung thành, làm sống lại phần chơi đối đầu trực tuyến và thêm vào nhiều đơn vị quân, tính năng, và hơn 2500 màn scenarios. Những ý tưởng mới vẫn đang được phát triển hai thập kỷ kể từ sau lần phát hành ban đầu.

## Phần chơi chiến dịch
Panzer General có 38 màn scenario dựa trên những trận đánh có thật hay hư cấu từ Thế chiến II. Người chơi có thể tham gia vào một trận đánh đơn lẻ hoặc phần chiến dịch dài hơi. Trong phần chơi chiến dịch, một loạt các trận đánh mở màn như một chiến dịch dẫn đến chiến thắng. Có một phần chơi chiến dịch lâu dài như của phe Đức, với năm địa điểm khởi đầu:
- Ba Lan (1939); từ Ba Lan, qua Na Uy, đến phía Tây với cuộc đổ bộ có thể xảy ra ở Anh.
- Bắc Phi (1941); từ Bắc Phi đến Trung Đông.
- Barbarossa (1941); từ chỗ xuất phát ban đầu vượt qua biên giới Liên Xô cho đến Moscow.
- Husky (1943); từ lúc quân Đồng Minh đổ bộ lên đảo Sicily cho đến hết chiến tranh.
- Kharkov (1943); từ cuộc tổng tấn công mùa xuân của quân Đức cho đến hết chiến tranh.

Nhiệm vụ trong hầu hết các màn scenario là đánh chiếm tất cả các thành phố mục tiêu qua một vài lượt đi nhất định; nếu chiếm hết trong vòng ít nhất là 5 lượt thì sẽ được coi là một thắng lợi lớn. Tại các màn scenario từ những giai đoạn sau của cuộc chiến tranh, quân Đức cố gắng phòng giữ các vị trí trước một kẻ thù mạnh hơn. Một nhiệm vụ điển hình là sau đó "giữ vững tối thiểu hai trong số các thành phố mục tiêu của bên ta trong vòng 20 lượt; vì đại thắng, phải giữ vững ít nhất là năm."
Tất cả các chiến dịch đều có phân nhánh và kết thúc do có viên tướng bị sa thải vì bất tài hay chiến tranh kết thúc. Trong phần chơi chiến dịch, một chiến thắng quan trọng có thể làm thay đổi hẳn cả những sự kiện lịch sử lẫy lừng. Ví dụ, sau một chiến thắng quan trọng trước Pháp người chơi xâm chiếm nước Anh. Rồi trong game, sau một chiến thắng lớn ở Barbarossa, người chơi có thể thuyết phục Bộ Tư lệnh tối cao phe Đức tấn công Moscow ngay lập tức (giúp kiếm nhiều điểm uy tín) chứ không phải là chuyển hướng tới Kiev trước khi đặt chân đến Moscow.
Nếu người chơi giành được thắng lợi lớn cả ở Anh và Moscow thì được phép đem quân xâm chiếm Washington. Dù gì đi nữa, người chơi phải trải qua nhiều trận đánh đẫm máu để có được một cơ hội tấn công thủ đô của địch. Nếu một trong hai phe Anh hay Liên Xô vượt qua được cuộc tấn công này thì họ sẽ đẩy lùi quân Đức trở lại Berlin. Cách tốt nhất mà người chơi có thể làm là phải chiến đấu tốt qua mỗi trận đánh để có đủ số điểm uy tín cho lần tiếp theo - và nhằm giành cho bằng được một chiến thắng quan trọng trong lần phòng thủ Berlin cuối cùng.

## Yếu tố chiến thuật
Game đòi hỏi người chơi phải sử dụng chiến thuật phối hợp các binh chủng, như dùng loại quân mạnh hơn khắc chế những loại quân yếu hơn và sắp xếp các toán quân bảo vệ lẫn nhau. Những hàng rào công sự phòng ngự của địch thì người chơi dùng pháo binh bắn nát chúng, nhưng cũng phải bố trí một toán quân canh chừng gần đó đề phòng địch tập kích. Trước khi tấn công bộ binh và những toán lính chống tăng, người chơi cần phải phá hủy các cỗ pháo được bảo vệ từ phía sau. Trước hết cần phá hủy các đơn vị phòng không đầu tiên rồi sau mới gọi máy báy ném bom trải thảm tiêu diệt những đội hình xe tăng co cụm một chỗ. Riêng các loại chiến đấu cơ có thể tiến thoái lưỡng nan giữa việc tiêu diệt lực lượng không quân của đối phương và bảo vệ phi đội máy bay ném bom.
Một điều mà người chơi cần phải lưu ý là nhớ do thám hệ thống đường sá để tăng tốc độ hành quân, hay có thể sử dụng các toán công binh xây cầu vượt sông. Trò chơi dành phần thưởng cho chiến thuật Blitzkrieg - thâm nhập sâu vào các vị trí của địch trong khi trì hoãn quá trình tiêu diệt một số toán quân đối phương gặp phải về sau. Hiệu suất tác chiến của các đơn vị thường bị ảnh hưởng bởi điểm kinh nghiệm vốn tốn rất nhiều thời gian để thu thập. Đặc biệt trong phần chơi chiến dịch, người chơi phải ra sức bảo vệ các đơn vị quân có kinh nghiệm như là tài sản đáng giá nhất của mình.

## Phần tiếp theo

### Allied General
Allied General (bản phát hành ở Đức mang tên Panzer General II) cho phép chơi từ góc nhìn của phe Đồng Minh và có thêm bốn chiến dịch mới.

### Pacific General
Pacific General giới thiệu tính năng đồ họa khác biệt, yếu tố hải quân và sự tham gia của phe Nhật Bản.

### Panzer General II
Năm 1997, Panzer General II (bản phát hành ở Đức mang tên Panzer General 3D) nâng cấp lên giao diện nhằm sử dụng một lớp phủ địa hình giống ảnh chụp như thật, và để hiển thị phương hướng các loại quân khác nhau, dẫn đến diện mạo được cải thiện. Trong số ra tháng 4 năm 2000 của PC Gamer, nó đã được bình chọn là tựa game máy tính hay nhất mọi thời đại thứ 44.
Mặc dù đồ họa lạc hậu theo tiêu chuẩn ngày nay, cơ chế gameplay kiểu giao diện trận địa HQ vẫn còn có giá trị và xứng tầm. Sự chuyển hướng dần dần từ lối chơi theo lượt sang thời gian thực đã không làm giảm bớt vị thế của Panzer General II' trong thể loại này.

### People's General
Phát hành vào năm 1998, People's General là một phiên bản nâng cấp của Panzer General II dựa trên một màn scenario kể về Thế chiến III giữa Trung Quốc và Liên Hợp Quốc. Panzer General còn cung cấp hệ thống Chơi qua Email (PBEM).

### Panzer General 3D Assault
Phiên bản 3D thực ra đời bằng việc phát hành Panzer General 3D Assault năm 1999. Các đơn vị quân đều là những mô hình 3D thu nhỏ, và góc nhìn có thể xem là một phối cảnh trên toàn bộ chiến trường.

### Panzer General III: Scorched Earth
Panzer General III: Scorched Earth được phát hành vào năm 2000, với đồ họa tốt hơn và một giao diện được thiết kế lại.

### Panzer General: Allied Assault
Panzer General: Allied Assault là một tựa game Xbox Live Arcade được phát hành vào ngày 21 tháng 10 năm 2009.

### Panzer General: Allied Assaultboard game
Panzer General: Allied Assault cũng được phát hành như một board game, sử dụng bản đồ hình ô vuông để tạo thành một bàn cờ và thẻ bài mô phỏng các đơn vị quân sự và tình trạng chiến đấu. Game được phát hành ngay trong tuần đầu tiên vào tháng 1 năm 2010.

### Panzer General Online
Ngày 19 tháng 8 năm 2013 Ubisoft đã công bố rằng Blue Byte đang trong quá trình phát triển một bản webgame kiểu free-to-play của dòng game này dưới tên gọi Panzer General Online. Đây là một tựa game chiến thuật theo lượt sử dụng các yếu tố của thể loại thẻ bài giao đấu và dạng game bàn cờ, cho phép người chơi chỉ huy các đạo quân của riêng mình. Ngày 17 tháng 9 năm 2013, trò chơi đi vào giai đoạn Closed Beta tại Đức và Anh. Người chơi có thể đăng ký tạo tài khoản Closed Beta trên trang panzergeneral.com Lưu trữ ngày 30 tháng 11 năm 2016 tại Wayback Machine. Open Beta bắt đầu vào ngày 5 tháng 5 năm 2014. Tính đến ngày 31 tháng 10 năm 2016, Panzer General Online đã bị đóng cửa.

### Panzer Corps

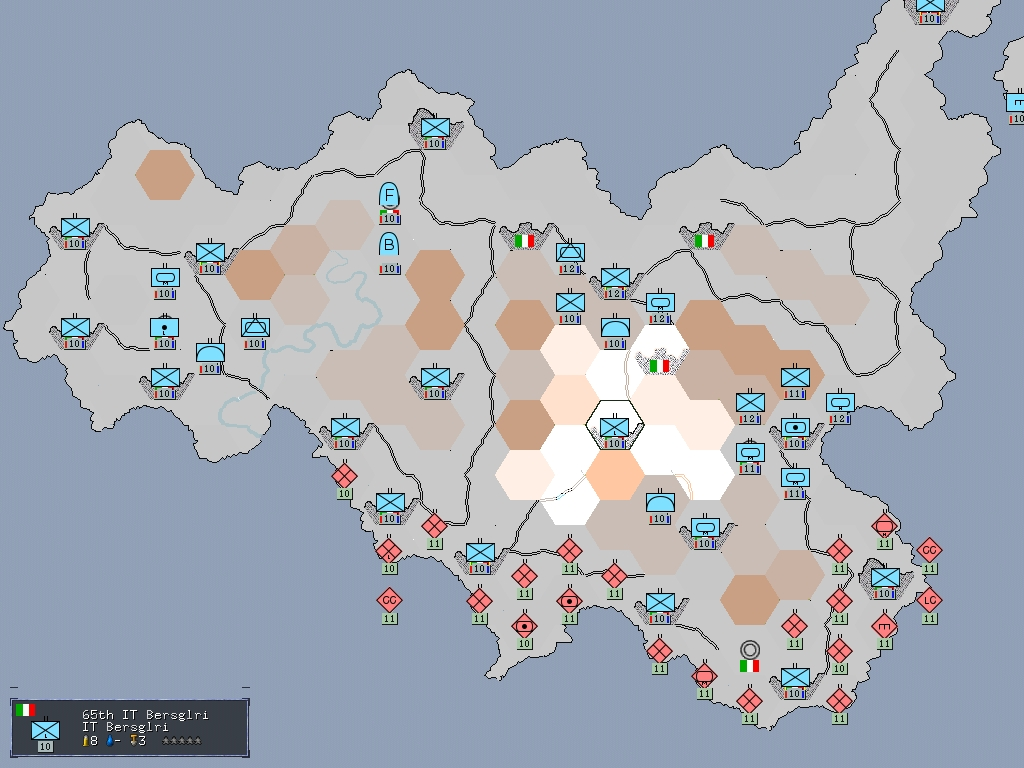
Đảo Sicily trong bản LGeneral

Năm 2011, Slitherine cho tung ra bản Panzer Corps trên PC và cho iPad năm 2013. Panzer Corps vẫn giữ lại dáng vẻ và cảm nhận của bản gốc và được mô tả như là một "bản sao đáng kính" của Pocket Tactics.

### LGeneral
LGeneral là một bản sao mã nguồn mở miễn phí được viết bằng ngôn ngữ lập trình C và phát hành theo giấy phép GPL. Nó đang bổ sung thêm SDL và có thể nhập đồ họa và các màn scenario từ bản gốc vào game.

## Đón nhận
Những lời đánh giá dành cho bản 3DO nhìn chung đều tích cực. Bốn bài đánh giá của Electronic Gaming Monthly nhận xét rằng mức độ phức tạp cao của trò chơi khiến cho nó khó mà tiếp cận và lôi cuốn được bất cứ ai, trừ những người đam mê thể loại này, nhưng thiết kế lối chơi vững vàng và một liều lượng đa dạng bền bĩ dành cho các màn chiến dịch. Một nhà phê bình trên tờ Next Generation cho rằng trong khi âm nhạc và hoạt cảnh chiến đấu trông mỏng manh một cách nhanh chóng, tựa game này cho phép tắt chúng đi và "thiếu mất phong độ, nhưng làm tăng nội dung." Ông đã lưu ý đặc biệt về những ấn tượng sâu sắc mang tính chiến lược và khả năng kiểm soát gần như từng tấc đất và không phận được sử dụng trong chiến trường châu Âu Thế chiến II.